# Gary Lewin

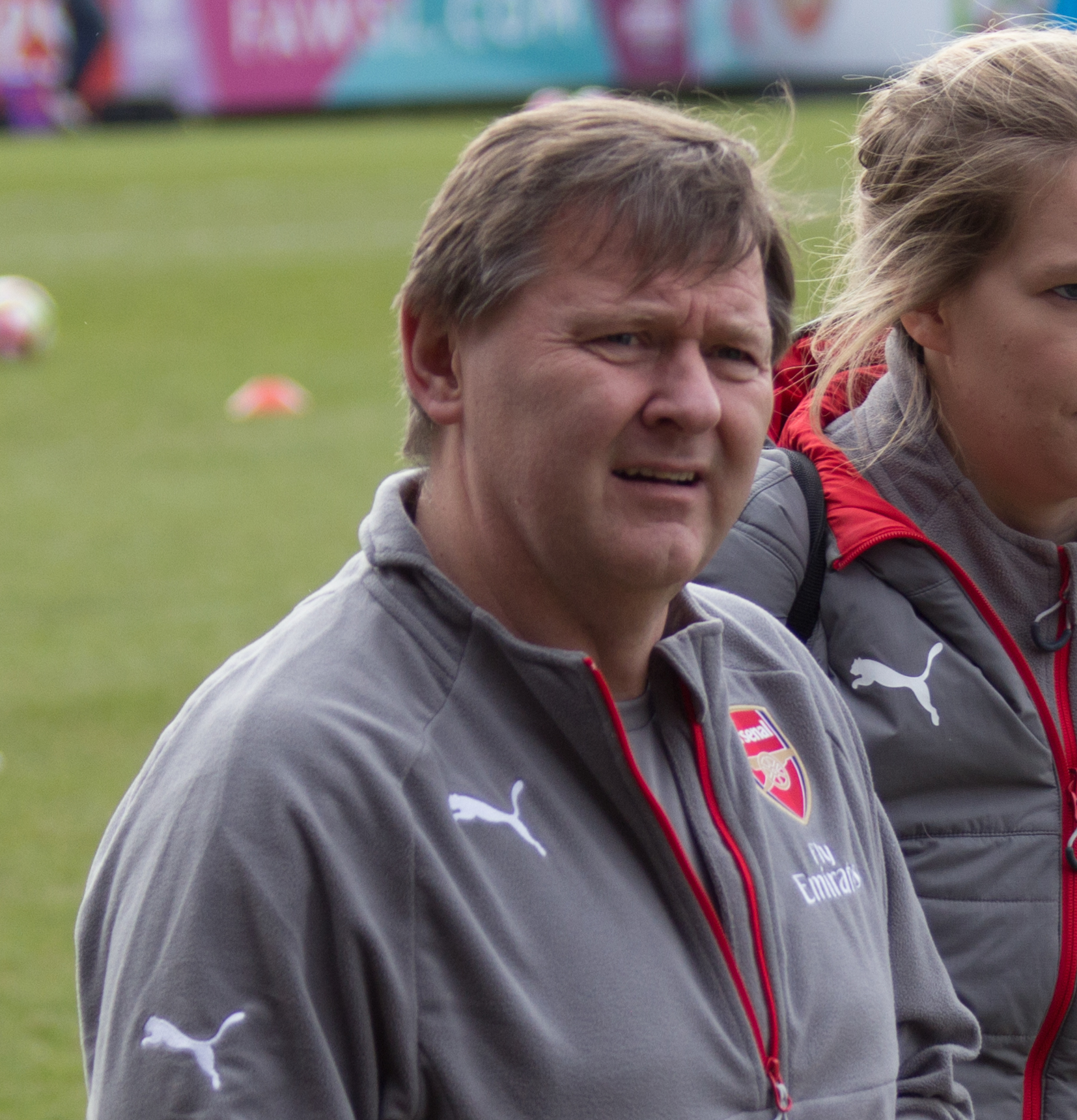

Gary Lewin (East Ham (Londen), 16 mei 1964) is de fysiotherapeut van het Engels voetbalelftal.
Hij begon zijn loopbaan als doelman toen hij in 1980 bij de jeugd van Arsenal FC aansloot. Hij speelde eerst een seizoen voor Barnet FC, waarna hij fysiotherapeut van de reserveploeg van Arsenal werd. Nadat hij in 1986 zijn opleiding aan de Guy's Hospital School of Physiotherapy afrondde, werkte hij jarenlang als vaste fysiotherapeut van het eerste team van Arsenal. In 1996 vroeg toenmalig coach Glenn Hoddle hem om ook voor het Engels voetbalelftal als fysiotherapeut te werken. Lewin zat voor het eerst op de bank in dezelfde wedstrijd waarin David Beckham als international debuteerde, uit tegen Moldavië op 1 september 1996. In 2008 nam hij afscheid van Arsenal om voltijds voor het Engels voetbalelftal te werken. Op het WK 2014 in Brazilië liep Lewin tijdens de wedstrijd Engeland - Italië een enkelkwetsuur op toen hij een doelpunt van Daniel Sturridge vierde en werd hij op een brancard weggedragen.